# Gene Robinson

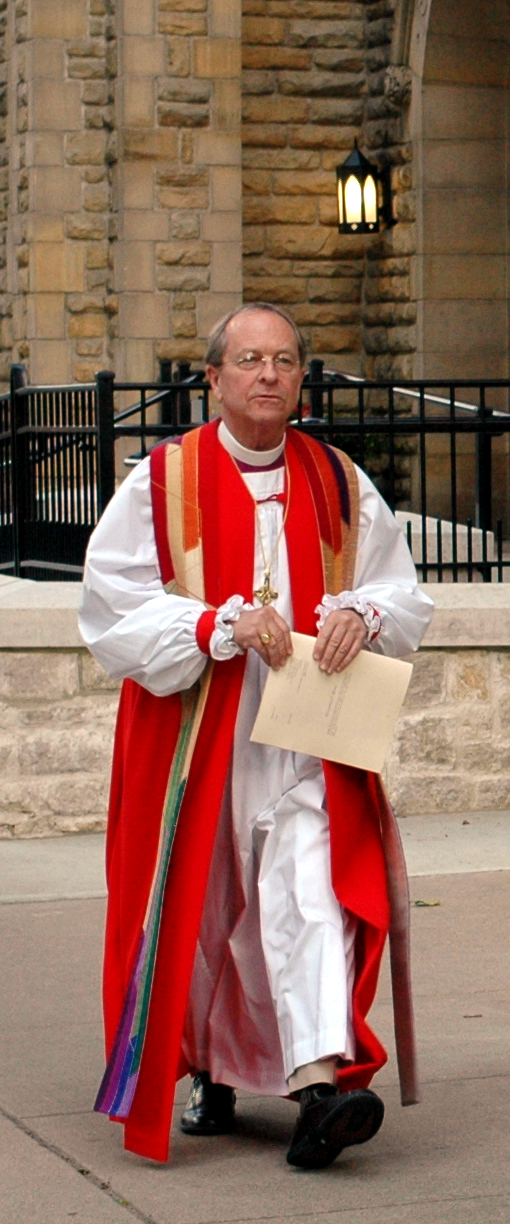
Gene Robinson.

Vicky Gene Robinson (29 de mayo de 1947) es el noveno obispo de la diócesis de New Hampshire de la Iglesia Episcopal en los Estados Unidos de América. Fue elegido obispo en 2003 y asumió el cargo el 7 de marzo de 2004. Con anterioridad ejercía de asistente del entonces obispo de Nuevo Hampshire.  Conocido por ser el primer obispo abiertamente homosexual en pareja de la Comunión anglicana, por lo que ha generado un gran debate dentro de su denominación en torno a la temática homosexual.
Nacido  en Lexington, Kentucky. Su familia asistía a la Iglesia de los Discípulos de Cristo. Con posterioridad marchó a estudiar a la Universidad del Sur en Sewanee , afiliada a la Iglesia Episcopal y pronto se vio envuelto en la vida religiosa de dicha iglesia. Al graduarse en 1969 en Historia Americana, Robinson comienza a estudiar para obtener una maestría en Divinidad en el Seminario Teológico General de la Iglesia Episcopal en Nueva York. Se recibió en 1973. Después de ser ordenado como diácono y posteriormente como sacerdote, sirvió por breve tiempo en la Iglesia de Cristo en Ridgewood, Nueva Jersey.
En 1975 se muda a New Hampshire y pasa a ser asistente del obispo en 1988. Mientras estudiaba en el seminario, recibió terapia para evitar pensamientos homosexuales. Dicha terapia resultó infructuosa, no obstante se casó en 1972 a pesar de sus dudas sobre su sexualidad ,para divorciarse en 1986 aunque sigue en buenos términos con su exesposa. Alrededor de 1989 Robinson conoció a su actual pareja, Mark Andrew quien actualmente trabaja para el gobierno estatal de New Hampshire. Robinson tiene una nieta, Morgan Isabella.

## Elección como obispo

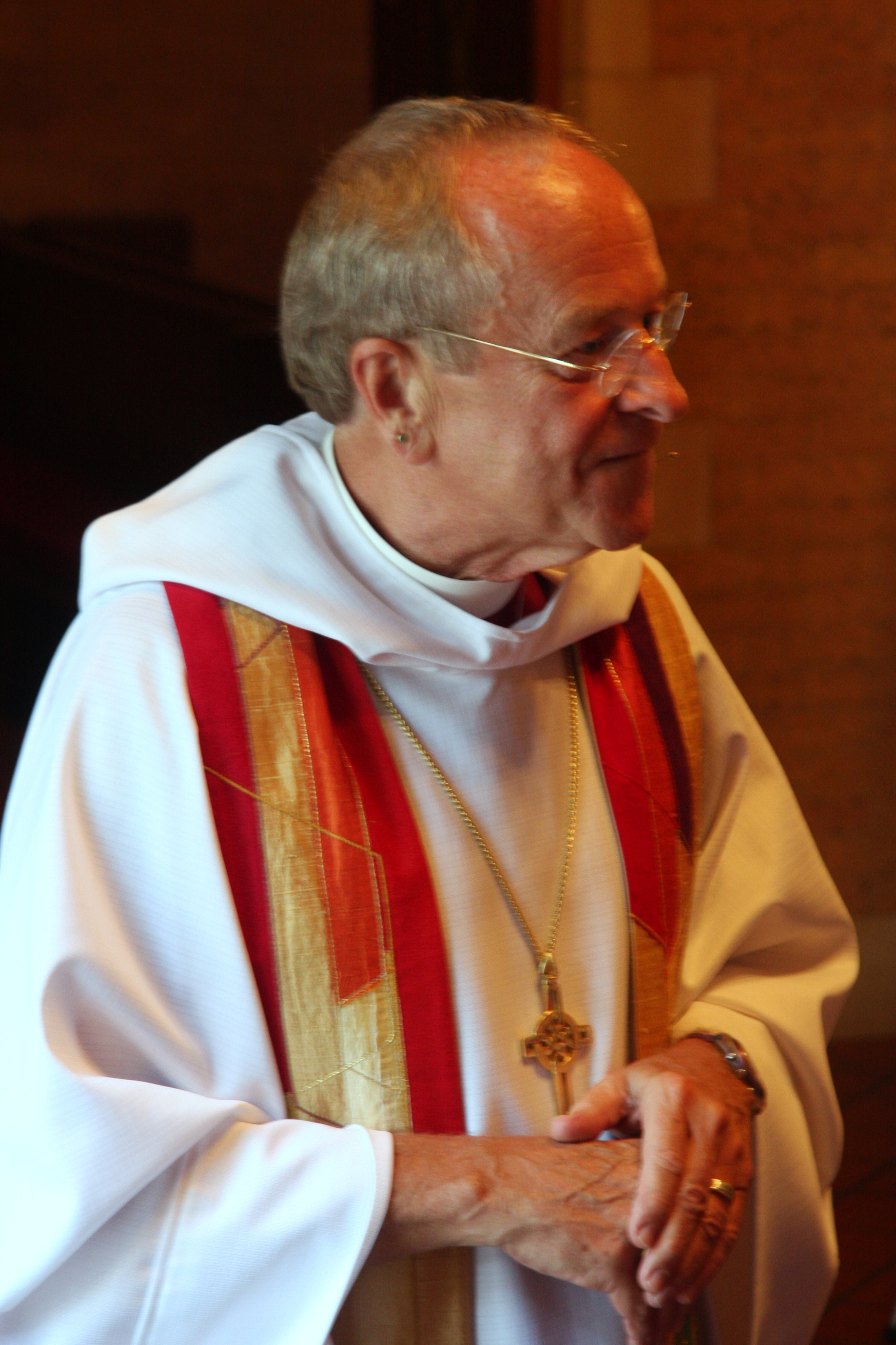
Gene Robinson

Robinson fue elegido  obispo de la diócesis de Nuevo Hampshire el 7 de junio de 2003. Como su elección se produjo dentro de los 120 días de sesiones de la Convención General de la Iglesia Episcopal en los Estados Unidos de América, su ratificación quedó en manos de dicha convención en lugar de efectuarse por el proceso alternativo de los comités en funciones de la diócesis.
La Convención General de 2003 se convirtió en el centro de debate sobre la elección de Robinson cuando conservadores y liberales dentro de la iglesia debatían si  debía ser  o no ordenado obispo. Algunos conservadores amenazaron con un cisma tanto dentro de la Iglesia Episcopal como asimismo dentro de la Comunión anglicana si Robinson resultaba elegido.
Tras ganar inmediatamente las dos primeras votaciones de las tres necesarias para que su elección fuera ratificada, pero a partir del 4 de agosto se produjeron alegatos de que había molestado en dos ocasiones a David Lewis, un parroquiano adulto, y que se conectaba con páginas pornográficas en ínternet. Entonces el voto final se pospuso.
Era ya sabido que Robinson estaba asociado con Outright, una organización de apoyo a los jóvenes homosexuales. El día que se produjeron los alegatos, el sitio en ínternet publicó una nota aclaratoria en la que se explicaba sobre la cancelación de los vínculos pornográficos que contenía dicho portal con althingsbi.com por desconocimiento del contenido y expecificó que el Sr. Robinson no estuvo vinculado al diseño de la página de Outright.
David Lewis, de Mánchester, Vermont, el hombre al que supuestamente había tocado en dos ocasiones, alegó que los puntos tocados habían sido el brazo y la espalda en un marco público y reconoció que aunque el contacto físico le resultó desagradable, otras personas podrían clasificar el incidente de “natural”. Dijo además que se arrepentía de haber usado la palabra “acoso” en un correo electrónico y que se rehusaba a presentar una demanda formal.

## Confirmación como obispo
Las investigaciones concluyeron el 5 de agosto y Robinson resultó absuelto. La votación final se fijó para ese mismo día. Robinson fue confirmado con 62 votos a favor y 45 en contra. Fue consagrado el 2 de noviembre de 2003 a pesar de las continuas objeciones, algunas de las cuales fueron hechas públicas durante la ceremonia. La consagración se efectuó en una pista de hockey sobre hielo en Duham, New Hampshire.
En 2010, anunció su intención de retirarse en 2013, a sus 65. Su sucesor es A. Robert Hirschfeld.

## Consecuencias para la Comunión Anglicana
La nominación de Robinson impulsó a un grupo de 19 obispos, conducidos por el obispo Robert Duncan de la Diócesis de Pittsburgh, a realizar una declaración de advertencia sobre un posible cisma dentro de la Iglesia Episcopal en los Estados Unidos de América y la Comunión Anglicana. De este sentimiento se hicieron eco con posterioridad el Arzobispo de Canterbury, Rowan Williams, quien expresó que tal decisión alteraría la Comunión pero que era aún muy pronto para determinar cuales serían las consecuencias; el ya retirado arzobispo sudafricano, Desmond Tutu expresó que no veía las razones para tanto escándalo y manifestó que la elección no afectaría a la Iglesia de la Provincia de África Meridional. Otros importantes obispos como Peter Akinola, arzobispo de la Iglesia de Nigeria, planteó que su iglesia estaba en “comunión desigual” con la Iglesia Episcopal en los Estados Unidos de América.